# КВ-1К

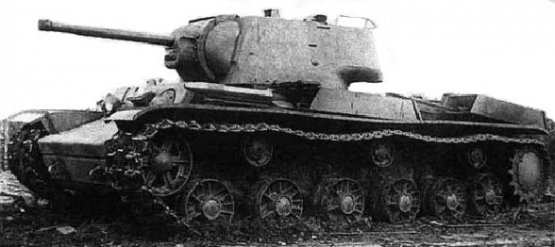
КВ-1К

КВ-1К — модифікація радянського важкого танка КВ-1, вироблена навесні 1942 за проєктом викладача кафедри артилерії ВАММ ім. Сталіна інженера підполковника В. І. Александрова на Дослідному заводі № 100 під керівництвом А. С. Єрмолаєва. Опис конструкції.
Модифікація полягала в установці на танк системи КАРСТ-1 (коротка артилерійська ракетна система
танків).